# 国鉄7010形蒸気機関車
7010形は、かつて日本国有鉄道の前身である鉄道院に在籍した蒸気機関車である。
1874年（明治7年）、阪神間の鉄道開業に際してイギリスから輸入された蒸気機関車である。4両が輸入された。1873年（明治6年）、キットソン社(Kitson & Co., Airedale Foundry)製（製造番号1914 - 1917）である。
本項では、1876年（明治9年）に輸入された同仕様のバルカン・ファウンドリー社(Vulcan Foundry & Co., Ltd.)製の4両（1875年製、製造番号742 - 745。後の7030形）、及びキットソン社製2両を1876年に神戸工場で改造した機関車（後の5100形）についても記述する。

## 7010形・7030形

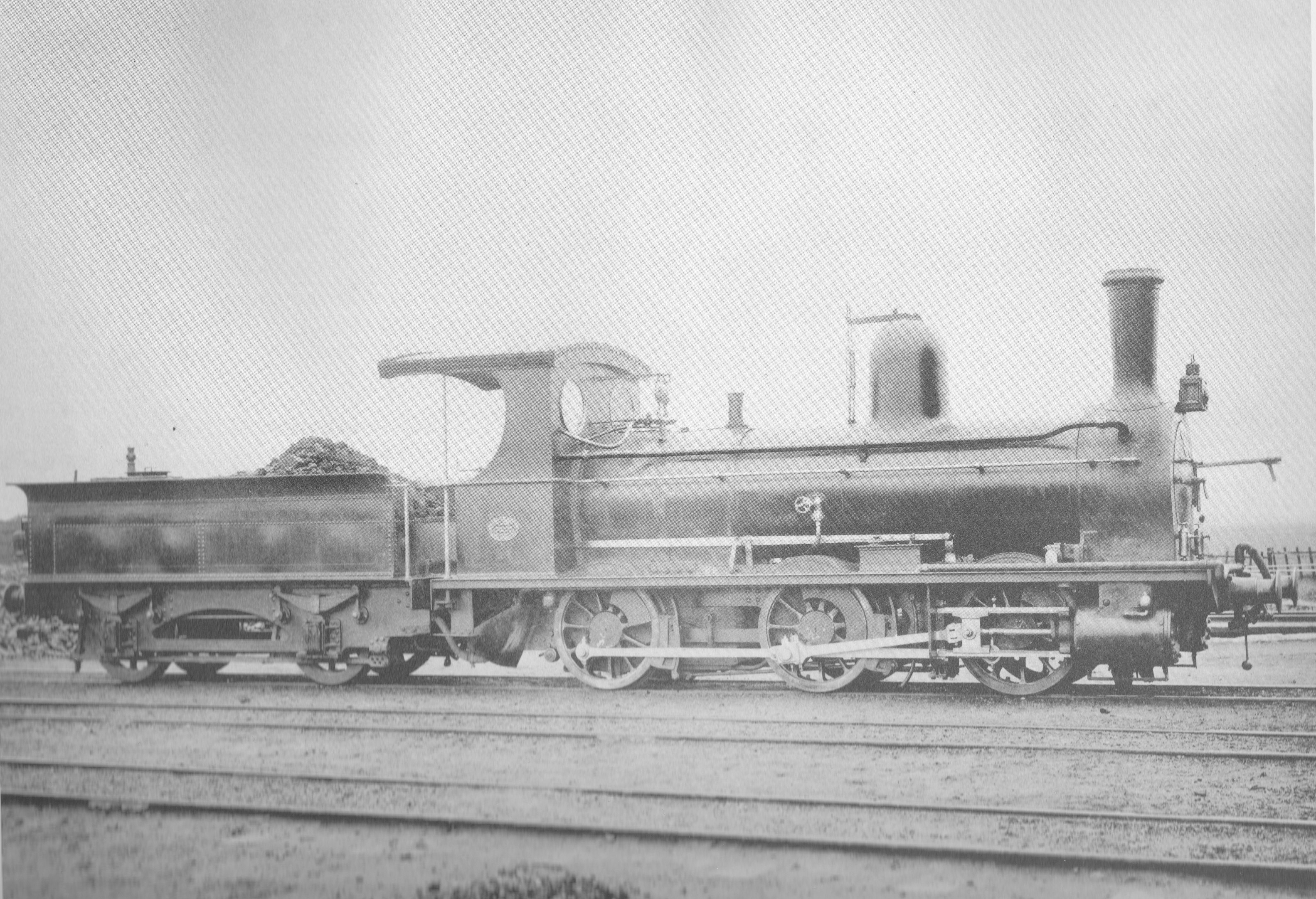
官設鉄道30号（鉄道院7030）

### 構造
動輪直径は1,067mm(3ft6in)、車軸配置0-6-0(C)で2気筒単式の飽和式貨物列車用テンダー式蒸気機関車である。テンダー（炭水車）は2軸。弁装置はアラン式、安全弁はサルター式で、蒸気ドームがボイラー上に設けられている。バルカン製も基本寸法は同一であるが、急噴式（ポップ式）安全弁が増設されている。
当時の様式に則って、機関車本体にはブレーキ装置は設けられず、テンダーのみに設けられていた。
本形は、同時期に輸入された2-4-0(1B)形タンク機関車に比べてあまり大きな改造をされずに使用され、機関車本体へのブレーキ装置の取付や、サルター式安全弁を外して、ラムズボトム式に交換した程度であるが、14のように運転台を前方に拡大し、シリンダカバーも大型化された例もある。

### 運転・経歴
1874年に来着したキットソン製の4両は、17 - 20と付番され、阪神間の貨物列車用として12月から使用を開始した。1876年に来着したバルカン製の4両も、28 - 31と付番され、阪神間で使用された。また、同年に東部（京浜間）の機関車を奇数に、西部（阪神間）の機関車を偶数とする改番が実施され、17 - 19は14, 16, 18（20は不変）に、29, 31は26, 32（28, 30は不変）に改められた。
前述のように、1876年にはキットソン製の2両（18, 20）が旅客用の4-4-0(2B)テンダー機関車に改造されている（詳細は、5100形の節で記述する）。
これらC形のテンダー機関車は、阪神間の鉄道が京都、大津と伸びるに従って延長区間でも使用された。1882年に長浜 - 金ヶ崎（現在の敦賀港）間の鉄道が開業すると、2両がこちらに移っている。
1894年（明治27年）には、キットソン製、バルカン製ともU形に類別されたが、1898年（明治31年）の鉄道作業局による分類では、E1形となり、同時にバルカン製の4両（26, 28, 30, 32）は、25, 27, 29, 30に改番された。
1906年（明治39年）に制定された鉄道国有法を受け、1909年（明治42年）に制定された鉄道院の形式称号規程では、製造メーカーが違うことから形式が分けられ、キットソン製の2両は「7010形」（7010，7011）に、バルカン製の4両は「7030形」(7030 - 7033)に改められている。
この時点で、7010, 7011は北海道鉄道管理局、7030 - 7032は中部鉄道管理局、7033は西部鉄道管理局に配置されていた。
7010, 7011は、建設用として滝川－下富良野間などで使われたが、1914年11月に石狩石炭（株）（1915年（大正4年）に美唄鉄道に譲渡）に払下げられ、芦別鉱業所専用鉄道で使用された。同社では、鉄道院時代のままの番号で使用され、7011は1940年（昭和15年）に樺太の三菱石炭油化工業（株）に移ったが、太平洋戦争後の消息は不明である。7010も1946年（昭和21年）に三井鉱山（株）に譲渡され、美唄鉄道盤の沢駅に隣接する新美唄鉱で使用された。1947年（昭和22年）には同社美唄鉱業所に移籍、1952年（昭和27年）10月まで使用された。
7032, 7033は、1915年4月に越後鉄道（現在の東日本旅客鉄道（JR東日本）越後線、弥彦線）に払下げられ、同社の8, 9となったが、9は1915年8月21日にボイラー爆発事故を起こし大破、1916年3月に7031とともに廃車となった7030が代わって引き渡され、2代目の9となった。
1927年（昭和2年）10月には、越後鉄道が買収・国有化されたため、両機は国有鉄道籍に戻り、再び「7030形」となったが、旧番には戻らず、番号順に7030, 7031（いずれも2代目）となった。しかし、1929年（昭和4年）10月には、両機とも廃車解体されている。

### 主要諸元
7010形の諸元を記す。
- 全長 : 12,408mm
- 全高 : 3,518mm
- 全幅 : 2,261mm
- 軌間 : 1,067mm
- 車軸配置 : 0-6-0(C)
- 動輪直径 : 1,092mm
- 弁装置 : アラン式

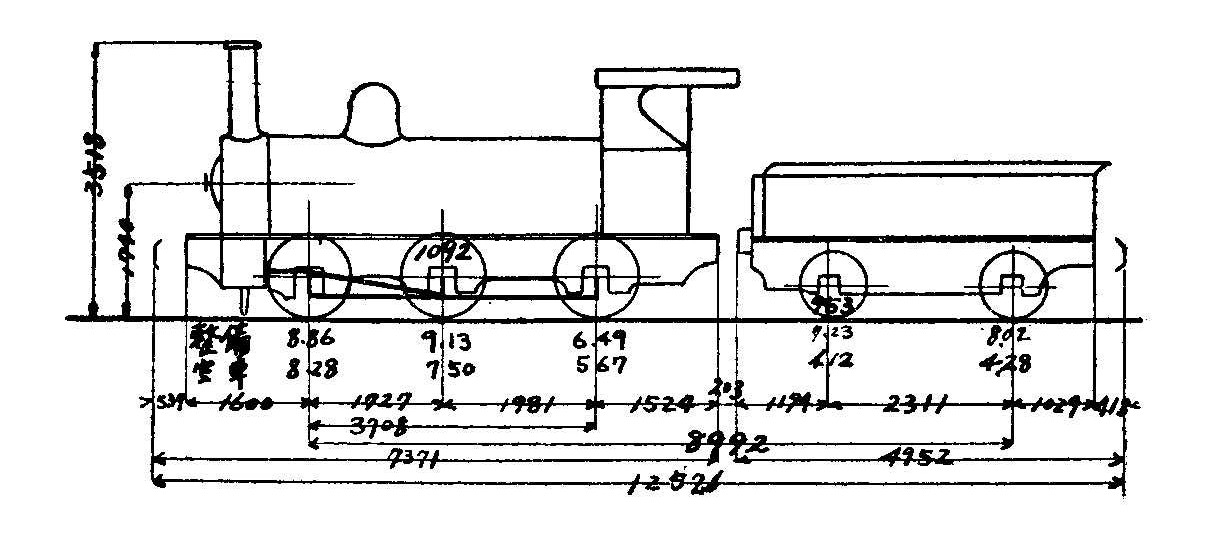
7030形の形式図

- シリンダー（直径×行程） : 356mm×508mm
- ボイラー圧力 : 9.8kg/cm2
- 火格子面積 : 1.09m2
- 全伝熱面積 : 78.5m2
  - 煙管蒸発伝熱面積 : 71.9m2
  - 火室蒸発伝熱面積 : 6.6m2
- ボイラー水容量 : 2.3m3
- 小煙管（直径×長サ×数） : 50.8mm×3,086mm×146本
- 機関車運転整備重量 : 26.62t
- 機関車空車重量 : 24.96t
- 機関車動輪上重量（運転整備時） : 26.62t
- 機関車動輪軸重（第3動輪上） : 9.65t
- 炭水車重量
  - 運転整備時 : 14.31t
  - 空車時 : 8.13t
- 水タンク容量 : 9.99m3
- 燃料積載量 : 1.52t
- 機関車性能
  - シリンダ引張力（0.85P） : 4,910kg
- ブレーキ装置 : 手ブレーキ

## 5100形

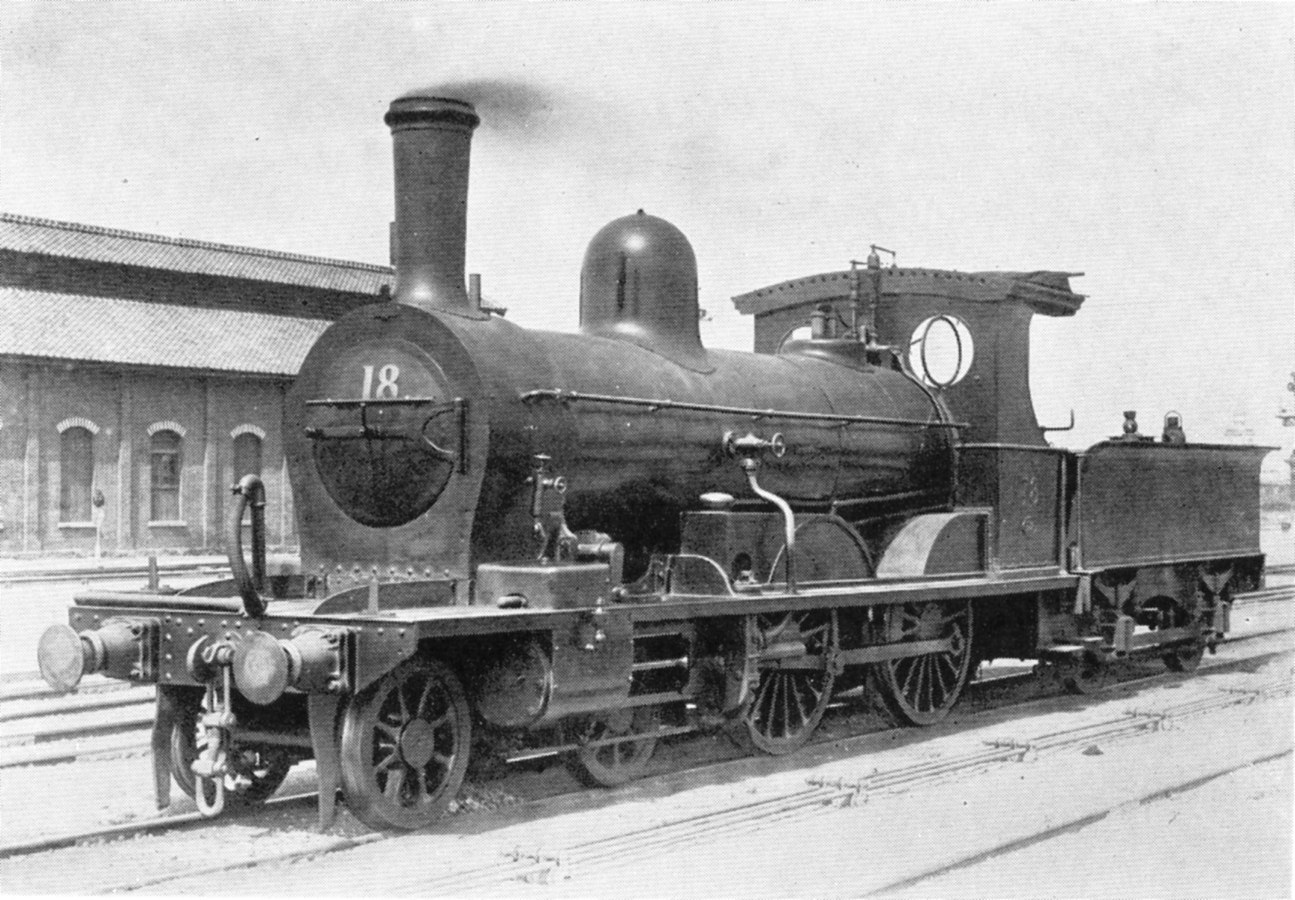
鉄道作業局 18（後の鉄道院 5100）

5100形は、1876年に貨物列車用のキットソン製C形蒸気機関車2両（18, 20）を神戸工場で、旅客列車用の4-4-0(2B)形に改造したものである。この時点で、本格的な旅客列車用としてキットソンに2B形機関車（5130形）が発注されていたが、京阪神間鉄道の開業式には間に合っておらず、開業式においてお召し列車や旅客列車を運転するため、どうしても旅客列車用の機関車が必要になったものと思われる。
ボイラーや弁装置、運転室やテンダーなどの主要部分を種車から流用し、台枠や車輪などの半製品を輸入して組み立てたものと思われるが、開業して数年の鉄道工場がこのような大改造をやってのけた事実は、驚嘆に値する。当時の神戸工場は、1874年4月に就任した汽車監察方(Locomotive Superintendent)ウォルター・スミス(Walter Smith)の指導のもと、4輪単車の1号御料車（初代）や8輪ボギー客車の新製を行なうほどの技術力を有していたのである。

### 構造
動輪直径は1,372mm(4ft6in)、軸配置は4-4-0（2B。先輪2軸、動輪2軸の意味）の旅客列車用テンダー式蒸気機関車である。前述のように種車から流用されたテンダーは2軸。弁装置はアラン式、安全弁はサルター式で、蒸気ドームがボイラー上に設けられている。
1885年7月から1886年6月の間に、20は弁装置に故障を起こしてジョイ式に改造されている。効果があれば18に対しても実施するつもりであったようだが、結局18には施工されなかった。
機関車本体へのブレーキ装置の取付けや、安全弁のラムズボトム式への交換は、7010形、7030形と同様である。

### 運転・経歴
改造により、大きく形態の変わった両機であったが、番号は18, 20のままで変更されなかった。西部地区に配属され、1877年（明治10年）2月5日の京阪神間鉄道開通式には、いずれかがお召し列車を牽引している。
それ以後も、西部地区に配属されており、1891年5月の大津事件の際には、20がお召し列車を牽引しており、1901年頃には、18が1（後の150形）とともに大阪駅で入換に使用されているのが実見されている。また、一時期名古屋や富山周辺で使用されたこともあったようである。
1894年には、N形に類別され、1898年の鉄道作業局による分類では、D2形となった。
1909年の鉄道院の形式称号規程では、形式を5100形と定められ、番号は5100, 5101に改められた。この時点では、2両とも西部鉄道管理局に配属され、神戸駅の入換用に使用されていたが、1918年（大正7年）8月21日付けで2両とも廃車となっている。
廃車後、両機は神戸機関庫構内に留置されていたが、同年11月28日、加減弁とブレーキを閉め忘れていた3382（3380形）が自然に動き出し、5101と221（220形）を押し出して、海に転落させるという事故が起こり、川崎造船所からクレーン船を借り出して引き上げるという騒ぎになっている。
引き上げられた5101は、1920年（大正9年）7月に5100とともに相模鉄道（現在のJR東日本相模線）に払下げられ、番号順に100, 101となった。100は、1927年（昭和2年）に加悦鉄道に譲渡され、同社の1となったが、1937年（昭和12年）に廃車解体されている。廃車直前に訪れたファンの実見によれば、加悦鉄道1の弁装置はジョイ式であり、同機は20の後身ということになる。時期は不明であるが、番号の振替えが行われていたものと思われる。
101は、1930年代になると使用されなくなり、茅ケ崎の車庫に突っ込まれたままとなっていた。1942年（昭和17年）頃に尼崎の住友金属に貸し出されたが、その用途、目的はよくわかっていない。1950年（昭和25年）に返却され、厚木に留置されたが、間もなく解体された。

### 主要諸元
- 全長 : 13,119mm
- 全高 : 3,671mm
- 全幅 : 2,450mm
- 軌間 : 1,067mm
- 車軸配置 : 4-4-0(2B)
- 動輪直径 : 1,372mm
- 弁装置 : ジョイ式基本型(5100)・アラン式(5101)
- シリンダー（直径×行程） : 356mm×508mm
- ボイラー圧力 : 9.8kg/cm2
- 火格子面積 : 1.09m2
- 全伝熱面積 : 76.4m2
  - 煙管蒸発伝熱面積 : 69.5m2
  - 火室蒸発伝熱面積 : 6.9m2
- ボイラー水容量 : 2.5m3
- 小煙管（直径×長サ×数） : 44.5mm×3,150mm×158本
- 機関車運転整備重量 : 28.10t
- 機関車空車重量 : 25.69t
- 機関車動輪上重量（運転整備時） : 19.38t
- 機関車動輪軸重（第1動輪上） : 10.73t
- 炭水車重量
  - 運転整備時 : 14.27t
  - 空車時 : 7.63t
- 水タンク容量 : 5.43m3
- 燃料積載量 : 1.52t
- 機関車性能
  - シリンダ引張力（0.85P）: 3,910kg
- ブレーキ装置 : 手ブレーキ